# Wałbrzych Centrum
Wałbrzych Centrum – przystanek kolejowy w Wałbrzychu w Śródmieściu miasta na linii kolejowej nr 274.
Przystanek obsługuje połączenia regionalne obsługiwane przez Koleje Dolnośląskie.
29 września 2017 PKP PLK podpisało z konsorcjum Infrakol i TrackTec Construction umowę na budowę przystanku o roboczej nazwie Wałbrzych Śródmieście. Przystanek zbudowały PKP Polskie Linie Kolejowe ze środków budżetowych. Składa się z dwóch jednotorowych peronów o długości 300 metrów, szerokości 3,5 metra i wysokości 76 cm. Perony połączone są przejściem podziemnym. Inauguracja ruchu nastąpiła 13 grudnia 2020. 

## Ruch pasażerski
| Rok  | Wymiana pasażerska na dobę |
| ---- | -------------------------- |
| 2017 | –                          |
| 2022 | 300-499                    |

## Szlaki turystyczne
- – niebieski szlak: Wałbrzych Centrum – Karpacz[8]
- – czarny szlak: Wałbrzych Centrum – Wałbrzych Szczawienko[8]
- – żółty szlak: Boguszów-Gorce (Kuźnice Świdnickie) – Chełmiec[8]